# Astral Coaster
Astral Coaster ist die Bezeichnung eines Stahlachterbahnmodells des Herstellers Fabbri Group, welches erstmals 2000 ausgeliefert wurde. Ursprünglich hatte das Modell die Bezeichnung Mistral 63.
Die 360 m lange Strecke erstreckt sich über eine Grundfläche von 65 m × 26 m und erreicht eine Höhe von 17 m. Bei einer Fahrzeit von 1:15 Minuten können maximal 1080 Personen pro Stunde mit Astral Coaster fahren.

## Züge
Die Bahnen verfügen über bis zu drei Züge mit jeweils drei Wagen. Ungewöhnlich für Achterbahnwagen ist, dass jede Sitzreihe über drei Sitzplätze verfügt.

## Standorte
| Achterbahn       | Betreiber                      | Land                | Eröffnungsjahr | Schließungsjahr |
| ---------------- | ------------------------------ | ------------------- | -------------- | --------------- |
| Anaconda         | Fantasy World                  | Kasachstan          | 2005           |                 |
| Mirage Rosso     | Zoosafari Fasanolandia         | Italien             | 2000           |                 |
| unbekannter Name | Hundred Gardens Amusement Park | Volksrepublik China | 2014           | 2014            |
| unbekannter Name | Nanhu Amusement Park           | Volksrepublik China | 2005 oder 2006 | 2006            |